# Cephalometra
Cephalometra is een geslacht van wantsen uit de familie van de waterlopers (Hydrometridae). Het geslacht werd voor het eerst wetenschappelijk beschreven door D. Polhemus & Ferreira in 2018.

## Soorten
Het genus bevat de volgende soort:

- Cephalometra pallida D. Polhemus & Ferreira, 2018